# Ibrahima Diallo (football, 1985)
Pour les articles homonymes, voir Ibrahima Diallo et Diallo.
Ibrahima Diallo est un footballeur guinéen né le 26 septembre 1985 à Conakry. Il est international guinéen.

## Carrière
- 2004-2005 :  FC Rouen
- 2005-2006 :  EA Guingamp
- 2006-2010 :  Sporting de Charleroi
- 2010-2011 :  KV Ostende
- 2011-2012 :  Waasland-Beveren
- 2012-2016 :  Angers SCO[1],[2],[3]

## Palmarès
- International guinéen. Premier match en 2007 lors du match Guinée - Tunisie (1-1).